# Koda Kumi Driving Hit's 5
Albums de Kumi Kōda
Japonesque
(2012) Bon voyage
(2014)
Remix par Kumi Kōda
Beach Mix
(2012) Koda Kumi Driving Hit's 6
(2014)
Koda Kumi Driving Hit's 5 est le 6e album remix de Kumi Kōda, sous le label Rhythm Zone, sorti le 13 mars 2013 au Japon. Il contient 16 pistes. Il atteint la 19e place du classement de l'Oricon. Il se vend à 6 850 exemplaires la première semaine et reste classé 8 semaines pour un total de 9 554 exemplaires vendus.

## Liste des titres
1. Introduction for DH5
2. Go to the top [DJAKi ASY Remix]
3. No Man's Land [4 Skips D'n'B Remix]
4. Ningyo-hime [N15H vs. HEAVENS WiRE D'n'B Remix] (人鱼姫)
5. real Emotion [KOZM(R) Remix]
6. Someday [Big Boy Remix]
7. show girl [DJ E-Man Big Show Remix]
8. TAKE BACK [E-Man "106" Remix]
9. "Driving Hit's Best" Mega Mix
  1. Moon Crying [GTS SH Club Mix]
  2. TABOO [HOUSE NATION Sunset In Ibiza Remix]
  3. Cutie Honey [MITOMI TOKOTO Big Room Remix] (キューティーハニー)
  4. Driving [GROOVE HACKER$ Remix]
  5. Lady Go!
  6. POP DIVA [HOUSE NATION Sunset In Ibiza Remix]
  7. Teaser [Caramel Pod Dubstep Remix] feat. Clench&Blistah
  8. Poppin' love cocktail [TeddyLoid Remix] feat. TEEDA
10. Shake Hip! [John Fontein (RE:LABEL(R)) Remix]
11. AT THE WEEKEND [Big Boy LA Weekend Remix]
12. Let's Party [KOZM(R) Remix]
13. Koishikute [Dirt $outh (RE:LABEL(R)) Remix] (恋しくて)
14. Alone [Prog5 Classic Remix]
15. One more time, One more chance [Shohei Matsumoto & Junichi Matsuda Remix]
16. Ai no Kotoba [AILI's Warmy Remix] (愛のことば)